# Annabella Piugattuk
Annabella Piugattuk (ur. 19 grudnia 1982 w Iqaluit na terytorium Nunavut w Kanadzie) – kanadyjska inuicka aktorka filmowa i telewizyjna, znana przede wszystkim z roli młodej Kanaalaq w filmie Zimne piekło (ang. tytuł oryginalny The Snow Walker). Piugattuk wychowała się w Igloolik, osadzie o populacji 1286 osób, położonej na terytorium Nunavut w Kanadzie. Od czasu zagrania w filmie Zimne piekło przeniosła się do miasta Vancouver w prowincji Kolumbia Brytyjska.
Rola w filmie została jej zaproponowana przez dyrektora kastingu, który ją zauważył podczas imprezy tanecznej w Igloolik. Podobnie jak postać filmowa Kanaalaq, Annabella Piugattuk śpiewa harmonicznie (ang. throat singing), łowi ryby, poluje na foki i lwy morskie oraz potrafi wyprawiać skóry karibu na odzież. Za rolę Kanaalaq w filmie Zimne piekło Piugattuk otrzymała nominację do nagrody Genie w kategorii najlepszej drugoplanowej aktorki za rok 2004.
Jej językiem ojczystym jest Inuktitut.